# Turniej o Złoty Kask 1968
Turniej o Złoty Kask 1968 – rozegrany w sezonie 1968 turniej żużlowy z cyklu rozgrywek o „Złoty Kask”. Wygrał Paweł Waloszek, drugi był Zygmunt Pytko i Stanisław Tkocz stanął na najniższym stopniu.

## Wyniki
Czołówka piątka

### I turniej
- 19 kwietnia 1968 r. (czwartek), Rybnik

| Msc. | Zawodnik        | Klub                 | Pkt |  |  |
| ---- | --------------- | -------------------- | --- |  |  |
| 1    | Antoni Woryna   | ROW Rybnik           | 13  |  |  |
| 2    | Stanisław Tkocz | ROW Rybnik           | 12  |  |  |
| 3    | Paweł Waloszek  | Śląsk Świętochłowice | 12  |  |  |
| 4    | Joachim Maj     | ROW Rybnik           | 12  |  |  |
| 5    | Zygmunt Pytko   | Unia Tarnów          | 10  |  |  |

### II turniej
- 31 maja 1968 r. (czwartek), Wrocław

| Msc. | Zawodnik               | Klub                 | Pkt |  |  |
| ---- | ---------------------- | -------------------- | --- |  |  |
| 1    | Jerzy Trzeszkowski     | Sparta Wrocław       | 15  |  |  |
| 2    | Konstanty Pociejkowicz | Sparta Wrocław       | 12  |  |  |
| 3    | Paweł Waloszek         | Śląsk Świętochłowice | 11  |  |  |
| 4    | Andrzej Wyglenda       | ROW Rybnik           | 11  |  |  |
| 5    | Jan Mucha              | Śląsk Świętochłowice | 9   |  |  |

### III turniej
- 13 czerwca 1968 r. (czwartek), Tarnów

| Msc. | Zawodnik               | Klub                 | Pkt  |  |  |
| ---- | ---------------------- | -------------------- | ---- |  |  |
| 1    | Andrzej Tanaś          | Unia Tarnów          | 14+3 |  |  |
| 2    | Stanisław Tkocz        | ROW Rybnik           | 14+2 |  |  |
| 3    | Jan Mucha              | Śląsk Świętochłowice | 12   |  |  |
| 4    | Konstanty Pociejkowicz | Sparta Wrocław       | 11   |  |  |
| 5    | Paweł Waloszek         | Śląsk Świętochłowice | 10   |  |  |

### IV turniej
- 2 sierpnia 1968 r. (czwartek), Gdańsk

| Msc. | Zawodnik               | Klub              | Pkt |  |  |
| ---- | ---------------------- | ----------------- | --- |  |  |
| 1    | Konstanty Pociejkowicz | Sparta Wrocław    | 11  |  |  |
| 2    | Edmund Migoś           | Stal Gorzów Wlkp. | 10  |  |  |
| 3    | Jerzy Trzeszkowski     | Sparta Wrocław    | 10  |  |  |
| 4    | Zygmunt Pytko          | Unia Tarnów       | 10  |  |  |
| 5    | Henryk Żyto            | Wybrzeże Gdańsk   | 9   |  |  |

### V turniej
- 16 sierpnia 1968 r. (czwartek), Toruń

| Msc. | Zawodnik       | Klub                 | Pkt |  |  |
| ---- | -------------- | -------------------- | --- |  |  |
| 1    | Paweł Waloszek | Śląsk Świętochłowice | 15  |  |  |
| 2    | Antoni Woryna  | ROW Rybnik           | 13  |  |  |
| 3    | Zygmunt Pytko  | Unia Tarnów          | 12  |  |  |
| 4    | Edward Jancarz | Stal Gorzów Wlkp.    | 10  |  |  |
| 5    | Joachim Maj    | ROW Rybnik           | 9   |  |  |

### VI turniej
- 30 sierpnia 1968 r. (czwartek), Gorzów Wielkopolski

| Msc. | Zawodnik         | Klub                 | Pkt |  |  |
| ---- | ---------------- | -------------------- | --- |  |  |
| 1    | Paweł Waloszek   | Śląsk Świętochłowice | 14  |  |  |
| 2    | Edmund Migoś     | Stal Gorzów Wlkp.    | 13  |  |  |
| 3    | Jerzy Padewski   | Stal Gorzów Wlkp.    | 12  |  |  |
| 4    | Jan Mucha        | Śląsk Świętochłowice | 10  |  |  |
| 5    | Henryk Glücklich | Polonia Bydgoszcz    | 9   |  |  |

### VII turniej
- 13 września 1968 r. (czwartek), Ostrów Wielkopolski

| Msc. | Zawodnik           | Klub                  | Pkt |  |  |
| ---- | ------------------ | --------------------- | --- |  |  |
| 1    | Andrzej Wyglenda   | ROW Rybnik            | 14  |  |  |
| 2    | Zygmunt Pytko      | Unia Tarnów           | 12  |  |  |
| 3    | Zygmunt Malinowski | Włókniarz Częstochowa | 10  |  |  |
| 4    | Jerzy Padewski     | Stal Gorzów Wlkp.     | 9   |  |  |
| 5    | Henryk Żyto        | Wybrzeże Gdańsk       | 9   |  |  |

### VIII turniej
- 27 września 1968 r. (czwartek), Bydgoszcz

| Msc. | Zawodnik        | Klub                 | Pkt |  |  |
| ---- | --------------- | -------------------- | --- |  |  |
| 1    | Zygfryd Friedek | Kolejarz Opole       | 14  |  |  |
| 2    | Paweł Waloszek  | Śląsk Świętochłowice | 12  |  |  |
| 3    | Edmund Migoś    | Stal Gorzów Wlkp.    | 11  |  |  |
| 4    | Joachim Maj     | ROW Rybnik           | 11  |  |  |
| 5    | Edward Jancarz  | Stal Gorzów Wlkp.    | 10  |  |  |

## Klasyfikacja końcowa
Uwaga!: Odliczono dwa najgorsze wyniki.
| Poz | Zawodnik               | Klub                  | RYB | WRO | TAR | GDA | TOR | GOR | OST | BDG | Punkty |
| --- | ---------------------- | --------------------- | --- | --- | --- | --- | --- | --- | --- | --- | ------ |
| 1   | Paweł Waloszek         | Śląsk Świętochłowice  | 12  | 11  | 10  | 9   | 15  | 14  | –   | 12  | 74     |
| 2   | Zygmunt Pytko          | Unia Tarnów           | 10  | 2   | 8   | 10  | 12  | 9   | 12  | –   | 61     |
| 3   | Stanisław Tkocz        | ROW Rybnik            | 12  | 6   | 14  | 8   | 8   | 8   | 8   | 8   | 58     |
| 4   | Joachim Maj            | ROW Rybnik            | 12  | 5   | 0   | 9   | 9   | 7   | 8   | 11  | 56     |
| 5   | Andrzej Wyglenda       | ROW Rybnik            | 10  | 11  | 6   | 5   | 0   | 9   | 14  | –   | 55     |
| 6   | Konstanty Pociejkowicz | Sparta Wrocław        | 9   | 12  | 11  | 11  | 3   | –   | –   | 7   | 53     |
| 7   | Edmund Migoś           | Stal Gorzów Wlkp.     | 3   | 8   | 2   | 10  | 1   | 13  | 8   | 11  | 53     |
| 8   | Jan Mucha              | Śląsk Świętochłowice  | 7   | 9   | 12  | 7   | 7   | 10  | 4   | 8   | 53     |
| 9   | Henryk Glücklich       | Polonia Bydgoszcz     | 7   | 6   | 9   | 5   | 8   | 9   | 2   | 9   | 48     |
| 10  | Jerzy Padewski         | Stal Gorzów Wlkp.     | 3   | 7   | 9   | 5   | 4   | 12  | 9   | 1   | 46     |
| 11  | Zbigniew Podlecki      | Wybrzeże Gdańsk       | –   | 8   | 8   | 6   | 6   | 7   | 6   | 0   | 41     |
| 12  | Jerzy Trzeszkowski     | Sparta Wrocław        | 3   | 15  | 2   | 10  | 5   | 3   | –   | 4   | 40     |
| 13  | Bohdan Jaroszewicz     | Sparta Wrocław        | 7   | 8   | 2   | 7   | 7   | 4   | –   | 3   | 36     |
| 14  | Antoni Woryna          | ROW Rybnik            | 13  | 7   | 4   | 5   | 13  | –   | –   | –   | 29     |
| 15  | Zdzisław Dobrucki      | Unia Leszno           | –   | 3   | –   | –   | –   | 8   | 8   | 8   | 27     |
| 16  | Henryk Żyto            | Wybrzeże Gdańsk       | –   | –   | –   | 9   | –   | 5   | 9   | 1   | 24     |
| 17  | Edward Jancarz         | Stal Gorzów Wlkp.     | –   | –   | –   | –   | 10  | –   | –   | 10  | 20     |
| 18  | Zygfryd Friedek        | Kolejarz Opole        | 4   | –   | –   | –   | –   | –   | –   | 14  | 18     |
| 19  | Stanisław Chorabik     | Unia Tarnów           | 4   | 0   | 8   | 0   | 5   | –   | –   | –   | 17     |
| 20  | Zygmunt Malinowski     | Włókniarz Częstochowa | –   | –   | –   | –   | –   | –   | 10  | –   | 10     |
| 21  | Stanisław Rurarz       | Włókniarz Częstochowa | –   | –   | –   | –   | –   | –   | 9   | –   | 9      |
| 22  | Bernard Kacperak       | Włókniarz Częstochowa | –   | –   | –   | –   | –   | –   | 7   | –   | 7      |
| 23  | Rajmund Świtała        | Polonia Bydgoszcz     | –   | –   | –   | –   | –   | –   | –   | 5   | 5      |
| 24  | Wiktor Waloszek        | Śląsk Świętochłowice  | 3   | –   | –   | –   | –   | –   | 2   | –   | 5      |
| 25  | Lucjan Krupiński       | Włókniarz Częstochowa | –   | –   | –   | –   | –   | –   | 4   | –   | 4      |
| 26  | Stanisław Bombik       | Kolejarz Opole        | –   | –   | –   | –   | –   | –   | –   | 4   | 4      |
| 27  | Bogdan Berliński       | Wybrzeże Gdańsk       | –   | –   | –   | 3   | –   | –   | –   | –   | 3      |
| 28  | Bogdan Krzyżaniak      | Stal Toruń            | –   | –   | –   | –   | 3   | –   | –   | –   | 3      |
| 29  | Stanisław Kasa         | Polonia Bydgoszcz     | –   | –   | –   | –   | –   | –   | –   | 3   | 3      |
| 30  | Wojciech Jurasz        | Stal Gorzów Wlkp.     | –   | –   | –   | –   | –   | 2   | –   | –   | 2      |
| 31  | Marian Pilarczyk       | Stal Gorzów Wlkp.     | –   | –   | –   | –   | –   | 0   | –   | –   | 0      |
| 32  | Zbigniew Śmielak       | Stal Gorzów Wlkp.     | –   | –   | –   | –   | –   | 0   | –   | –   | 0      |

| Kolor    | Wynik      |
| -------- | ---------- |
| Złoty    | Zwycięzca  |
| Srebrny  | 2. miejsce |
| Brązowy  | 3. miejsce |
| Limanowy | 4. miejsce |
| cyjan    | 5. miejsce |